# Kristina (chanteuse)
Pour les articles homonymes, voir Kristina.
Kristína Peláková ou simplement Kristína est une chanteuse slovaque née le 20 août 1987, à Svidník (Slovaquie). Étoile montante de la chanson slovaque, elle est surtout connue pour avoir représenté la Slovaquie au Concours Eurovision de la chanson en 2010 avec le titre Horehronie.

## Biographie

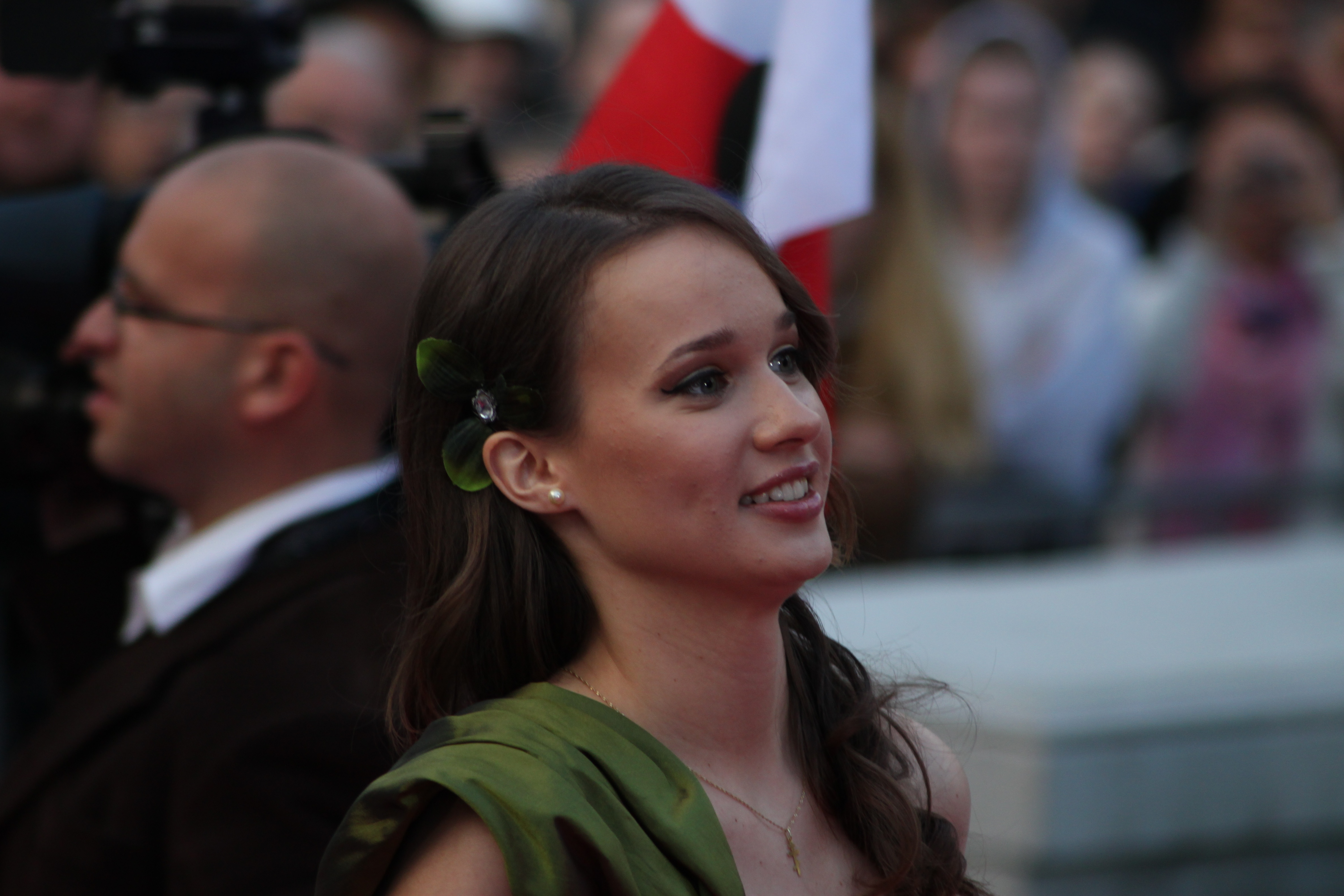
Kristina à Oslo (2010)

### Débuts
Kristína a commencé à chanter, danser et jouer du piano dans son enfance à Svidník, en Slovaquie. 
Pendant ses études au conservatoire de Košice où elle a suivi des cours de danse, chant et piano, où elle fut diplômée; Kristína fréquentait le club de jazz de la ville où elle rencontra son futur producteur : Martin Kavulič. Il l'aida à obtenir un contrat avec la H.o.M.E. Label production.

### 2008:…Ešte váham(album)
Son premier single Som tvoja (en français : « Je suis à toi »), en featuring avec le rappeur Opak est sortie en juillet 2007.
En 2008, elle interprète Vráť mi tie hviezdy ’08 (en français : « Rapporte-moi les étoiles ») et Ešte váham (« J’hésite encore »), qui la rendront célèbre, et avec lesquels elle a obtenu une nomination dans la catégorie du Hit de l'année 2009 en Slovaquie. Elle sortira la même année son premier album intitulé: Ešte váham, avec lequel elle obtient un disque d'or.
Travaillant avec Kamil Peteraj (poète et parolier slovaque), Martin et Marián Kavulič (producteurs slovaque), elle écrit également elle-même quelques-uns des titres de cet album comme Som tvoja, Pošli mi SMS (« Envoie-moi un SMS »), Ja a ty (« Moi et toi »), Stále mi chýbaš (« Tu me manques toujours ») ou Krásny deň (« Belle journée »).
À l'été 2009, le succès du single Stonka (« Tige »), s'est classé deuxième dans l'IFPI (Fédération Nationale de l'Industrie Phonographique).

### Représentante de la Slovaquie à l’Eurovision 2010
En 2010, elle remporta, avec 37,6 % du télévote, la sélection nationale pour représenter la Slovaquie au Concours Eurovision de la chanson 2010 avec la chanson Horehronie (composée et écrite par Martin Kavulič et Kamil Peteraj). Les paroles racontent l'histoire d'une jeune fille au cœur brisé qui trouve du réconfort dans la nature pour faire disparaître sa douleur. Horehronie est également le nom d'une région du centre de la Slovaquie. La chanson lui est en quelque sorte dédiée. 
Malgré sa place de grande favorite chez les fans, elle se classe seizième sur dix-sept candidats lors de la première sélection des demi-finales, ce qui lui vaut de ne pas atteindre la finale de l'Eurovision.

### 2010:V sieti ťa mám(album)
En juillet 2010, elle signe un contrat avec l'éditeur Universal Music en Slovaquie et en République tchèque. Quatre mois plus tard, le 18 octobre, elle sort son deuxième album : V sieti ťa mám (en français : « Tu es dans mon filet ») qui est décerné Disque de Platine. Le single du même nom V sieti ťa mám qui est son sixième single, est classé numéro 1 des charts en Slovaquie.
À la fin de l'année 2010, Kristína reçu le prix Rádio Slávik 2010 et Le hit de l'année 2010.
Un autre single à succès de l'album V sieti ťa mám intitulé Pri oltári (« À l’autel ») est sorti en mars 2011. Ensuite, à l'occasion du Championnat du monde de hockey sur glace en Slovaquie en 2011, Kristína est choisie pour interpréter la chanson officielle du championnat intitulée: Life Is A Game (en français : « La vie est un jeu »).
Cette même année Kristina est nommée Chanteuse de l'année par Očko TV.

### 2012:Na slnečnej strane sveta(album)
En avril 2012 elle sort le single Jabĺčko (en français : « Petite pomme ») avec des sonorités folkloriques qui rappellent Horehronie. En juin de la même année, elle sort son troisième album Na slnečnej strane sveta (en français : « Sur le côté ensoleillé du monde »).

### 2014:Tie naj(compilation)
Presque un an après la sortie de son troisième album Na slnečnej strane sveta, Kristína sort en avril 2013 un nouveau single intitulé Život je vždy fajn (« La vie est toujours belle ») en deux versions radio.
La version radio acoustique produite par Martin Kavulič Život je vždy fajn (Radio Edit) avec des instruments de percussions et une guitare, et la version radio produite par le DJ tchèque Jay Beck Život je vždy fajn (Prod. Jay Beck), avec des sonorités dance et électro. 
En juin 2013, elle sort une version rythmée du titre Odpúšťam (« Je pardonne ») dont l'original figure sur son dernier album Na slnečnej strane sveta. Deux mois plus tard, le 5 août 2013, est publié le titre Flash – Sqeepo feat Kristína sur internet. Un titre où Kristína chante en duo avec Sqeepo, un DJ tchèque dont le style de musique est le Dubstep. Ce titre est entièrement chanté en anglais. C'est la seconde chanson officielle où l'on entend Kristína chanter dans cette langue.
À la fin du mois, le 26 août 2013, Kristína sort le single Rozchodový reggaeton. Un hit pop, aux sonorités latino, qui se diffère de ses précédents titres. 
Le 23 octobre 2013, elle sort le clip officiel de Rozchodový reggaeton sur sa chaîne officielle YouTube.
Au début de l'année 2014, le 5 janvier, elle sort un nouveau single intitulé Letím v duši (« Je vole dans mon âme ») aux influences pop et rock.
Le 2 mars 2014, elle sort une reprise d'un de ses titres (Ovoňaj ma ako ružu, « Sens-moi comme une rose ») en duo avec Ladislav Chudík, acteur et chanteur très populaire en Tchécoslovaquie, âgé de 90 ans (décédé depuis).
Le 8 avril 2014, une vidéo Lyrics d'une nouvelle chanson sort sur son compte YouTube, elle s'appelle Obyčajná žena (en français : « Femme ordinaire »).
Puis, six mois plus tard, elle sort le clip officiel de son nouveau single, intitulé Navždy (en français : « Pour toujours »). 
Le 27 octobre 2014, elle sort une compilation composés des plus grands succès de ses précédents albums, tels que Horehronie, Pri oltári, Ešte váham, Jabĺčko, mais aussi de nouveaux titres. On retrouve le single Navždy, le duo sur la reprise de Ovoňaj ma ako ružu, Rozchodový reggaeton, et un tout nouveau titre inédit Ta ne (« Ah bon »), qui sera publié quelques jours plus tard sur sa  chaîne YouTube.
Le 6 juillet 2015, le single Ta ne a droit à un clip festif, très coloré et à la chorégraphie soignée, dont la sortie était très attendue à la suite du succès qu'a rencontré le single en Slovaquie. Vingt jours après sa publication, le clip de Ta ne franchi la barre du million de vues. C'est la première fois qu'un clip de Kristína atteint ce nombre de vues en si peu de temps.

### 2017:Mať srdce(album)
Mať srdce sort durant l'été 2017, en version simple et version deluxe. L'album, dans la lignée de ses prédécesseurs, contient les singles Láska bombová et Si pre mňa best, dévoilés en amont. Les chansons sont encore et toujours produites par Martin Kavulič.
Le 5 novembre, elle dévoile le single et le clip Sympatie, qui fait partie de la bande originale du film Tri želania. Kristína ne fait toutefois pas partie du casting.

### Carrière non musicale
À partir de 2015, en parallèle de son activité de chanteuse, Kristína participe à la version slovaque de Danse avec les stars, Tanec snov, avec le danseur Karol Kotlár. Elle atteint la finale mais perd et se classe deuxième, derrière l'actrice Diana Mórová et son partenaire Andrej Krížik.
Kristina fait également ses premiers pas au cinéma, en jouant le rôle d'une James Bond Girl espagnole dans la comédie tchécoslovaque Život je život (« La vie c'est la vie »), dont le film est sorti le 21 mai 2015 sur les écrans tchécoslovaques. Kristina chante pour ce film la chanson No.1 (Number One), dévoilée le 5 mai, produit comme d'accoutumée par Martin Kavulič. En fin d'année, elle tient également un rôle dans le film Johankino tajomstvo, pour lequel elle chante Na bieleho koňa (« Sur un cheval blanc »).

## Discographie

### Singles
Tableau issu de la version anglaise de Wikipédia, traduit en français.
| Année | Titre                                          | Classement des titres | Classement des titres | Classement des titres | Classement des titres | Album                             |
| Année | Titre                                          | CZ                    | CZ                    | SK                    | SK                    | Album                             |
| Année | Titre                                          | Top 50                | Top 100               | Top 50                | Top 100               | Album                             |
| ----- | ---------------------------------------------- | --------------------- | --------------------- | --------------------- | --------------------- | --------------------------------- |
| 2008  | "Vráť mi tie hviezdy"                          | —                     | —                     | 4                     | 6                     | ....ešte váham                    |
| 2008  | "Ešte váham"                                   | —                     | —                     | 5                     | 6                     | ....ešte váham                    |
| 2009  | "Stonka"                                       | 5                     | 28                    | 1                     | 4                     | V sieti ťa mám                    |
| 2010  | "Horehronie"                                   | 2                     | 33                    | 1                     | 1                     | V sieti ťa mám                    |
| 2010  | "Tak si pustím svoj song"                      | —                     | —                     | 4                     | 27                    | V sieti ťa mám                    |
| 2010  | "V sieti ťa mám"                               | 19                    | —                     | 1                     | 1                     | V sieti ťa mám                    |
| 2010  | "Vianočná nálada"                              | 43                    | —                     | 1                     | 10                    | V sieti ťa mám                    |
| 2011  | "Pri oltári"                                   | 7                     | 30                    | 1                     | 10                    | V sieti ťa mám                    |
| 2011  | "Life is a Game"                               | —                     | —                     | 2                     | 13                    | non-album single                  |
| 2011  | "Tajná láska"                                  | —                     | —                     | 10                    | 63                    | V sieti ťa mám                    |
| 2012  | "Jabĺčko"                                      | 6                     | 24                    | 13                    | 13                    | Na slnečnej strane sveta          |
| 2012  | "Viem lebo viem"                               | —                     | —                     | 4                     | 7                     | Na slnečnej strane sveta          |
| 2013  | "Život je vždy fajn"                           | 20                    | 94                    | 6                     | 68                    | Tie Naj                           |
| 2013  | "Rozchodový reggaeton"                         | 16                    | 68                    | 12                    | 100                   | Tie Naj                           |
| 2014  | "Navždy"                                       | —                     | —                     | 8                     | 69                    | Tie Naj                           |
| 2014  | "Ta ne"                                        | —                     | —                     | 4                     | 32                    | Tie Naj                           |
| 2015  | "Number One"                                   | —                     | —                     | 8                     | 52                    | Thème du film Život je život)     |
| 2015  | "Na bieleho koňa"                              | -                     | -                     | 8                     | 47                    | Thème du film Johankino tajomstvo |
| 2016  | "Si Pre Mna Best"                              | 19                    | -                     | 5                     | 43                    | Mať srdce                         |
| 2016  | "Vianočná jahoda"                              | 43                    | -                     | -                     | -                     | Mať srdce                         |
| 2017  | "Láska bombová"                                | 42                    | -                     | 3                     | 39                    | Mať srdce                         |
| 2017  | "Zradila nás chémia"                           | -                     | -                     | -                     | -                     | Mať srdce                         |
| 2017  | "Sympatie" (Chanson pour le film Tri želania") | -                     | -                     | -                     | -                     | Thème du film Tri želania         |

### Autres chansons dans les charts
| Année | Titre                             | Classement des titres | Classement des titres | Classement des titres | Classement des titres | Album                    |
| Année | Titre                             | CZ                    | CZ                    | SK                    | SK                    | Album                    |
| Année | Titre                             | Top 50                | Top 100               | Top 50                | Top 100               | Album                    |
| ----- | --------------------------------- | --------------------- | --------------------- | --------------------- | --------------------- | ------------------------ |
| 2012  | "Ovoňaj ma ako ružu"              | —                     | —                     | 16                    | —                     | Na slnečnej strane sveta |
| 2012  | "Ľudskosť (modlitba za ľudskosť)" | —                     | —                     | 28                    | —                     | Na slnečnej strane sveta |
| 2014  | "Letím v duši"                    | —                     | —                     | 10                    | —                     | non-album single         |
| 2014  | "Obyčajná žena"                   | 39                    | —                     | 12                    | —                     | non-album single         |